# 求知者周記
《求知者周記》，信報財經新聞副刊的專欄，署名作者是曹超人，自稱小曹，逢星期六刊出。自2006年2月開始，每星期一篇，於信報《理性消費》版面中刊登。
此專攔的特色是有意模仿信報的招牌專欄，曹仁超的《投資者日記》，所以無論是專欄的名稱、作者的署名，以至篇幅及專欄的圖標都有意仿傚《投資者日記》。此專欄也承襲了曹仁超的筆風，以廣東口語直接入文，而曹仁超的特色用語及字句也一一用到，如「木宰羊」、「佘當奴」及「有智慧不如趁勢」等。曹仁超自稱「老曹」，作者則自稱「小曹」，所以游清源曾多次在他的專欄裡笑指曹超人是曹仁超的便宜仔。
專欄的另一特色是以財經專欄的筆風來寫消費介紹。

## 作者其人
此專欄是群眾創作，作者不只一人。根據游清源在其專欄中指出，作者包括了有蔡家賢、利文傑、彭敏惠、馬家華、趙樂君、蔡維、王家敏、蔡欣欣江凱妮及其他人。主力寫手是蔡家賢，而專欄要模仿《投資者日記》的意念，亦是他的構思。

## 每期主題
- 專欄於2006年1月21日第一次出現於《理情消費》，欄目名是《求知者日記》。第二次是2月25日，欄目改為了《求知者周記》，自此每周刊一篇。

- 4月8日，《求知者周記》停刊一次，替之的是《求姿者周記》，署名作者是曹超瓊，自稱是小曹的孖生妹妹，文中交代因小曹出埠去了柬埔寨，曹超瓊代工一天。當日標題是〈搶救殘樣希望工程〉，介紹護膚品，行文風格跟《求知者周記》極相似。(這篇文章沒有列入下面表列中)

| 日期       | 標題                  | 介紹的主題                         |
| ---------- | --------------------- | ---------------------------------- |
| 21/1/2006  | 冇銀士貴車夢          | 名貴跑車                           |
| 25/2/2006  | 港人至愛十字國貴表    | 瑞士名貴手表                       |
| 4/3/2006   | 有間古董店            | 古董                               |
| 11/3/2006  | 有銀要嘆金光棒        | 雪茄                               |
| 18/3/2006  | 金多之士身懷巨鑽      | 鑽石                               |
| 25/3/2006  | 冧巴溫俱樂部          | 香港會                             |
| 1/4/2006   | 十大財閥俱樂部        | 高級俱樂部                         |
| 22/4/2006  | 海上碌死老鼠          | 遊艇                               |
| 29/4/2006  | 疊水浪子風火輪        | 名貴電單車                         |
| 6/5/2006   | 白金升降機H埠難求     | 直升機                             |
| 13/5/2006  | 應召名廚上門獻技      | 名食府到會服務                     |
| 20/5/2006  | 冧巴溫海洋皇宮        | 大郵輪                             |
| 27/5/2006  | 西洋三寶一啖千金      | 松露、魚子醬、鵝肝                 |
| 3/6/2006   | 私人賓架代客安家      | 私人銀行服務                       |
| 10/6/2006  | 廿萬美金太空精華遊    | 太空旅遊                           |
| 17/6/2006  | 英倫鞋王踩到H埠       | John Lobb皮鞋                      |
| 24/6/2006  | 闊太打造舞林泡沫      | 學拉丁舞                           |
| 1/7/2006   | 巨富超毫保護費        | 防彈私家車                         |
| 8/7/2006   | 西裝友變中環舒密加    | 高檔賽車遊戲店                     |
| 15/7/2006  | 窮超人變有銀大情人    | 禮服、名車、遊艇及小型飛機出租服務 |
| 22/7/2006  | 八兩金火車旅行團      | 豪華火車旅行                       |
| 29/7/2006  | 包場睇戲出奇衣時      | 戲院包場                           |
| 5/8/2006   | 送自己一程            | 墓地及喪禮服務                     |
| 12/8/2006  | 養馬遊戲又開始        | 買馬做馬主                         |
| 19/8/2006  | 應召名菜任你挑        | 名食府外賣服務                     |
| 26/8/2006  | 買樓要忍手 租樓好享受 | 酒店式住宅服務                     |
| 2/9/2006   | 高而富會籍二手抵買    | 高爾夫球會                         |
| 9/9/2006   | 揸油渣車挻佘當奴      | 環保私家車                         |
| 16/9/2006  | 冠名贊助窿路多        | 冠名贊助                           |
| 23/9/2006  | 單身大長棍閃電搵拍乸  | 徵友服務                           |
| 30/9/2006  | 响公廁聽拉闊交響樂    | 古典音樂會                         |
| 7/10/2006  | 梳乎揼骨機長期有折讓  | 電動按摩椅                         |
| 14/10/2006 | 保險箱滾水淥豬腸      | 保險箱服務                         |
| 21/10/2006 | 48萬訂做至弗蛤乸衣    | 度身訂做西服                       |
| 28/10/2006 | 又肥又懶 邊嘆邊減     | 男士纖體減肥                       |
| 4/11/2006  | 豪裝大哥大借殼托價    | 名貴手提電話                       |

## 資料來源
^ 
2006年8月14日游清源於信報財經新聞的專欄《頭文字Y》，標題是〈曹超人〉。